# 山田寅吉
山田 寅吉（やまだ とらきち、1854年1月19日（嘉永6年12月21日） - 1927年（昭和2年）3月31日）は、明治から大正時代の土木技術者、内務官僚。

## 経歴
筑前国（現福岡県）出身。1868年（明治元年）小倉藩の官費留学生としてイギリスに渡ったのち、1870年（明治3年）フランスに転じてシャルルマーニュ高等中学校を経て、1876年（明治9年）エコール・サントラルを卒業する。この間、大学に入学した年である1873年（明治6年）に文部省は海外官費留学生の帰国命令を発したため自費留学に転じ、学費と生活費とを自らの努力で賄った。 同校卒業後は滞在を延長し、1877年（明治10年）から現地の鉄道会社メーヌ＝エ＝ロワールで勤務する。この間、1878年（明治11年）パリ万国博覧会を視察中の内務省勧農局長松方正義の知遇を得て内務省勧農局御用掛雇として製糖事業などの調査を命じられる。
1879年（明治12年）10余年に渡るフランス滞在から帰朝し、同年6月、福島県の安積疏水工事設計主任、同年9月、北海道紋別製糖所建設主任を歴任する。1881年（明治14年）4月から翌年6月までは農商務省工務局（内務省勧農局の後進）に勤務し、『甜菜製糖新書』を著した。1882年（明治15年）11月から翌年9月までは東京馬車鉄道技師長として、新橋、上野、浅草間の軌道敷設に従事したのち、同年11月、内務省技師に転じ、さらに翌年の1884年（明治17年）には第二区（仙台）土木監督署巡視長を経て、1885年（明治18年）からは第一区（東京）土木監督署巡視長を兼任した。当時、内務省士木局では古市公威と同格の技術官僚のトップと称されていたが、1886年（明治19年）2月に官を辞し、その後は民間で請負事業などに従事する。
1887年（明治20年）3月に日本土木会社が設立されると、同年5月、技師長に就任し、1890年（明治23年）5月まで在職した。同社では九州鉄道、讃岐鉄道、門司築港、木曽川浚渫工事、琵琶湖疏水トンネル工事などに携わった。1890年（明治23年）6月からは建設コンサルタント事務所を大阪市に開設し、1901年（明治34年）には工学博士山田寅吉工業事務所を設置した。1897年（明治30年）から1900年（明治33年）までは金辺鉄道技師長。1904年（明治37年）から翌年までは日露戦争下の京釜鉄道の一部および京義軍用鉄道の一部の速成工事を請負った。1907年（明治40年）から1909年（明治42年）までは宇島鉄道会社技師長。1913年（大正2年）から1919年（大正8年）までは朝鮮で灌漑工事などに従事した。1920年（大正9年）豊国炭鉱社長に就任し、翌年に同社を辞す。翌年の1921年（大正10年）12月、朝鮮臨津面水利組合長に就いたが、23年にこれを辞した。
岡山県倉敷市にある野崎武左衛門の顕彰碑は山田の設計である。